# USS Henley (DD-391)
USS Henley (DD-391) là một tàu khu trục lớp Bagley được Hải quân Hoa Kỳ chế tạo vào giữa những năm 1930. Nó là chiếc tàu chiến thứ hai của Hải quân Hoa Kỳ được đặt tên theo Robert Henley (1783-1828), một sĩ quan hải quân từng tham gia cuộc Chiến tranh 1812 và Chiến tranh Barbary thứ hai. Henley đã phục vụ trong Chiến tranh Thế giới thứ hai tại Mặt trận Thái Bình Dương cho đến khi bị đắm do trúng ngư lôi từ tàu ngầm đối phương tại New Guinea vào năm 1943.

## Thiết kế và chế tạo
Henley được đặt lườn tại Xưởng hải quân Mare Island vào ngày 28 tháng 10 năm 1935. Nó được hạ thủy vào ngày 12 tháng 1 năm 1937; được đỡ đầu bởi cô Beryl Henley Joslin, một hậu duệ của thuyền trưởng Henley; và được đưa ra hoạt động vào ngày 14 tháng 8 năm 1937 dưới quyền chỉ huy của Hạm trưởng, Thiếu tá Hải quân H. Y. McCown.

## Lịch sử hoạt động
Sau khi chạy thử máy tại vùng biển Thái Bình Dương và quần đảo Hawaii, Henley gia nhập Đội khu trục 11 trực thuộc Hạm đội Thái Bình Dương tại San Diego, California vào ngày 12 tháng 9 năm 1938. Nó rời San Diego vào ngày 14 tháng 4 năm 1941 để gia nhập hạm đội tại Trân Châu Cảng. Khi Hải quân Đế quốc Nhật Bản bất ngờ tấn công cảng này vào ngày 7 tháng 12 năm 1941, chiếc tàu khu trục đang neo đậu tại East Loch trong tình trạng trực chiến; một thủy thủ mới đã vô tình báo hiệu "báo động trực chiến" thay cho "tập họp để chào cờ". Sai lầm may mắn này đã giúp cho Henley, dưới quyền chỉ huy của Đại úy Hải quân Francis Edward Fleck, Jr., cơ hội để khai hỏa đầu tiên vào đợt máy bay đối phương đầu tiên đang nhào đến. Một quả bom đã phát nổ cách phía mũi mạn phải con tàu 150 thước Anh (140 m) khi nó đang tháo dây neo khỏi phao tiêu, và khi nó đang trên đường rời cảng đã nhận được tín hiệu tàu ngầm đối phương đang hiện diện trong cảng.
Henley len lỏi vượt qua khói lửa và sự hỗn loạn để đi ra khỏi luồng vào cảng; pháo thủ của nó đã bắn rơi một máy bay ném bom bổ nhào bằng súng máy.50 caliber và chia sẻ chiến công bắn rơi một máy bay khác. Dưới sự chỉ huy của Fleck, do cả Hạm trưởng lẫn Hạm phó đều kẹt lại trên bờ khi cuộc tấn công nổ ra, chiếc tàu khu trục thả mìn sâu tấn công một tín hiệu dò được bằng sonar nên ngoài cảng, có thể là một tàu ngầm bỏ túi, và tiếp tục đánh trả những máy bay tấn công. Trong những tuần lễ tiếp theo, nó hoạt động cùng với lực lượng đặc nhiệm để tăng viện cho đảo Wake, và tuần tra để bảo vệ đảo san hô Midway cũng như các tuyến đường hàng hải quan trọng.
Henley thực hiện nhiệm vụ hộ tống vận tải và tuần tra chống tàu ngầm chủ yếu tại vùng biển Australia. Vào ngày 11 tháng 5 năm 1942, nó cứu vớt những người sống sót từ chiếc tàu chở dầu Neosho và tàu khu trục Sims, vốn bị đánh chìm trong Trận chiến biển Coral. Nó khởi hành từ Wellington,  New Zealand  vào ngày 22 tháng 7 năm 1942 để hộ tống các tàu vận chuyển đi đến Guadalcanal. Khi lực lượng Đồng Minh đổ bộ lên đảo này thuộc quần đảo Solomon vào ngày 7 tháng 8, chiếc tàu khu trục đã tuần tra chống tàu ngầm, chịu đựng hỏa lực không kích của máy bay đối phương nhưng không bị hư hại, và đã giúp vào việc bắn rơi hai máy bay tấn công. Trong khi cuộc tranh chấp tại Guadalcanal diễn ra quyết liệt, chiếc tàu khu trục tiếp tục ở lại khu vực này để bảo vệ tàu bè vận chuyển hàng tiếp liệu và lực lượng tăng viện cho đến ngày 29 tháng 8, khi nó lên đường đi về phía Nam, và tiếp tục ở lại vùng biển Australia và New Guinea cho đến tháng 9 năm 1943, làm nhiệm vụ bảo vệ, hộ tống vận tải và tuần tra chống tàu ngầm.
Khi lực lượng Australia thiết lập được một đầu cầu tại Finschafen, New Guinea vào ngày 21 tháng 9 năm 1943, Henley hình thành nên một phần của lực lượng bảo vệ. Bị mười máy bay ném bom-ngư lôi đối phương tấn công, chiếc tàu khu trục tự nhận đã bắn rơi ba chiếc và trợ giúp vào việc tiêu diệt ba chiếc khác. Tuy nhiên, vào ngày 3 tháng 10 năm 1943, đang khi di chuyển cùng với các tàu khu trục Reid và Smith trong một hoạt động càn quét ngoài khơi Finschafen, nó phát hiện các quả ngư lôi đang phóng đến từ tàu ngầm Nhật Ro-108. Sự cơ động kịp thời đã giúp nó né tránh hai quả ngư lôi đối phương, nhưng rồi một quả thứ ba tiếp cận quá nhanh và quá gần để có thể kịp phản ứng. Henley bị đánh trúng mạn trái ở phòng nồi hơi số 1, phá hủy nồi hơi và làm vỡ lườn tàu, khiến phần mũi gập một góc 30 độ so với trục dọc con tàu.
Đến 18 giờ 29 phút, khi mọi người còn lại đã bỏ tàu, Henley đắm với đuôi chìm trước ở tọa độ 7°40′N 148°6′Đ / 7,667°N 148,1°Đ. Các tàu khu trục cùng đi đã truy tìm tàu ngầm đối phương, rồi quay lại cứu vớt những người sống sót, vốn đã kết những chiếc bè cứu sinh của họ lại và phát tín hiệu bằng đèn pin. Mười tám sĩ quan và 225 thủy thủ đã được cứu vớt, nhưng có một sĩ quan và 14 người mất tích cùng con tàu.

## Phần thưởng
Henley được tặng thưởng bốn Ngôi sao Chiến trận do thành tích phục vụ trong Chiến tranh Thế giới thứ hai.